# بوب موريس
بوب موريس (بالإنجليزية: Bob Morris)‏ هو عازف قيثارة أمريكي، ولد في 8 فبراير 1985 في بنسنفيل في الولايات المتحدة.

## وصلات خارجية
- بوب موريس على موقع ميوزك برينز (الإنجليزية)